# Corymica distans
Corymica distans är en fjärilsart som beskrevs av Warren. Corymica distans ingår i släktet Corymica och familjen mätare. Inga underarter finns listade i Catalogue of Life.